# Alexandr (Mileant)
Alexandr (světským jménem: Alexandr Vasiljevič Mileant; 22. července 1938, Oděsa – 12. září 2005, La Cañada Flintridge) byl ukrajinský duchovní Ruské pravoslavné církve v zahraničí a biskup buenos-aireský a jihoamerický.

## Život
Narodil se 22. července 1938 v Oděse v rodině vojáka. Otec pocházel ze šlechtického rodu.
Roku 1941 se jeho otec ztratil na frontě, a rodina emigrovala na Západ. Žili nejprve v Praze, poté v Římě. V Římě se jim dostalo materiální a právní podpory od římskokatolické instituce Collegium Russicum, kterou vedli jezuité. Roku 1948 se přestěhovali do Buenos Aires. Alexandr vystudoval elektrotechnickou školu a univerzitu Buenos Aires. Po studiu pracoval jako technický kreslíř.
Na konci roku 1963 nastoupil do Pravoslavného semináře Svaté Trojice v Jordanville (USA). Roku 1966 jej arcibiskup Averkij (Taušev) rukopoložil na diákona a následující rok získal titul bakaláře teologie.
Roku 1967 jej metropolita Filaret (Vozněsenskij) rukopoložil na jereje. Po vysvěcení působil jako duchovní ve farnosti Pokrova přesvaté Bohorodice v Los Angeles.
V letech 1971–1985 organizoval poutní cesty pro mládež na posvátná místa v Řecku a Palestině.
Roku 1978 dokončil studium elektroniky na Kalifornské univerzitě a roku 1983 univerzitu Jižní Kalifornie, kde studoval komunikaci s kosmickými loděmi. Pracoval jako inženýr v NASA.
Roku 1995 byl postřižen na monacha a přijal mnišské jméno Alexandr na počest svatého mučedníka Olexandra (Petrovského).
Dne 28. května 1998 byl vysvěcen na biskupa Buenos Aires a Jižní Ameriky. Světiteli byli arcibiskup západoamerický a sanfranciský Antonij (Medveděv), arcibiskup syracuský a troický Laurus (Škurla), biskup simferopolský a krymský Agafangel (Paškovskyj), biskup bostonský Mitrofan (Znosko-Borovskij) a biskup manhattanský Gabriel (Čemodakov).
Aktivně se zasazoval o sblížení Ruské pravoslavné církve v zahraničí s Moskevským patriarchátem.
V posledních letech života trpěl rakovinou a žil v Kalifornii. Svou eparchii navštěvoval jen na krátkou dobu.
Zemřel 12. září 2005 ve 23:46 ve městě La Cañada Flintridge. Pohřben byl na hřbitově monastýru Svaté Trojice v Jordanville.